# Bảo tàng – Xưởng văn học Arkady Fiedler ở Puszczykowo
Bảo tàng – Xưởng văn học Arkady Fiedler ở Puszczykowo (tiếng Ba Lan: Muzeum – Pracownia Literacka Arkadego Fiedlera w Puszczykowie) là một bảo tàng tiểu sử về cuộc đời và tác phẩm của Arkady Fiedler, tọa lạc tại số 1 phố Słowackiego, Puszczykowo, Ba Lan.

## Lịch sử
Bảo tàng – Xưởng văn học Arkady Fiedler ở Puszczykowo chính thức mở cửa cho công chúng vào ngày 1 tháng 1 năm 1974 trong ngôi biệt thự của gia đình Fiedler. Căn biệt thự này được xây dựng vào năm 1926. Arkady Fiedler mua lại biệt thự vào năm 1946 sau khi trở về từ cuộc di cư trong chiến tranh. Hai năm sau, ông cũng mang hai con trai và vợ là Maria nhũ danh Maccariello trở về. Bộ sưu tập Arkady Fiedler đã thu thập được trong nhiều năm thu hút rất nhiều người quan tâm đến tham quan. Nhận thấy bộ sưu tập này có sức hút lớn, Arkady Fiedler quyết định giới thiệu bộ sưu tập với công chúng một cách rộng rãi bằng việc thành lập một bảo tàng.
Thị trấn Puszczykowo ngưng trợ cấp cho bảo tàng này từ năm 1991. Kể từ đó, bảo tàng hoạt động độc lập. Tính đến cuối năm 2000, bảo tàng đã đón tiếp hơn một triệu khách tham quan từ khắp nơi trên thế giới. Biệt thự của gia đình Fiedler được ghi danh vào Sổ đăng ký di tích trong tỉnh Wielkopolskie vào ngày 30 tháng 7 năm 2003.